# Tallulah (альбом The Go-Betweens)
| Оценки критиков               | Оценки критиков |
| Источник                      | Оценка          |
| ----------------------------- | --------------- |
| AllMusic                      | [ 1 ]           |
| Blender                       | [ 2 ]           |
| Christgau's Record Guide      | A               |
| Mojo                          | [ 4 ]           |
| NME                           | 8/10            |
| PopMatters                    | 8/10            |
| The Rolling Stone Album Guide | [ 7 ]           |
| Select                        | 4/5             |
| Sounds                        | [ 9 ]           |
| Spin Alternative Record Guide | 8/10            |

Tallulah — пятый студийный альбом австралийской инди-рок-группы The Go-Betweens из Брисбена. Он был выпущен в мае 1987 года в Великобритании на лейбле Beggars Banquet Records. Перед записью альбома состав группы увеличился до пяти человек благодаря мультиинструменталистке Аманде Браун. Оригинальный релиз состоял из десяти песен. В 2004 году лейбл LO-MAX Records выпустил расширенный CD, включающий второй диск с десятью бонус-треками и видеоклипами на песни «Right Here» и «Bye Bye Pride».

## История
Первоначальная запись была сделана с Крейгом Леоном в попытке создать более коммерческую музыку. Всего было записано два трека, оба с использованием синтезаторов и драм-машин, включая сингл «Right Here» . Позже Роберт Фостер писал, что группа «играла день за днём, становясь всё плотнее и плотнее, полагая, что по крайней мере двое из нас будут участвовать в записи одновременно. Зачем мы вообще беспокоились? Мы приехали в первый день сессии и обнаружили Крейга за рядом клавишных, заполняющим аппаратную, программирующим партии ударных, баса и органа».
Поскольку большая часть бюджета записи была потрачена на две песни, оставшиеся сессии с новым продюсером проходили в спешке, и группа была недовольна первоначальным результатом. Форстер сказал: «Мы были словно прокляты. У нас был звукорежиссёр, с которым мы работали над Liberty Belle, Дики Престон, и работа с Дики была отличной. Затем мы перешли к следующей записи, и нас поместили в ужасную студию, которая находилась над репетиционной комнатой или чем-то вроде того. И, кажется, Дики не очень хорошо справился с записью Tallulah, поэтому её пришлось спасать и немного ремикшировать, но это всегда звучит ужасно, но с Марком Уоллисом всё получилось неплохо».
О присоединении Аманды Браун Форстер сказал: «С появлением в группе скрипачки и гобоя мы зазвучали по-новому. Что всегда хорошо. На Tallulah она расширила наше звучание и придала песням больше драматизма, в котором они нуждались».

## Отзывы
Альбом получил положительные отзывы музыкальной критики и интернет-изданий.
Роберт Кристгау сказал: «Они придерживаются того, что знают, и их знания растут. Квартет теперь стал квинтетом, с одной скрипкой больше, что может показаться незначительным, но служит укреплению хуков, которые никогда не были сильной стороной их сдержанных, всё более откровенных историй из буржуазного маргинала. Вскоре я вник в каждую песню альбома».
Том Юрек из AllMusic обнаружил, что «несмотря на свою продакшн-версию, альбом выдержал испытание временем, оставаясь при этом продуктом своего времени. Необузданные эмоции, уязвимая нежность и романтическое отчаяние в песнях, текстурированные сочетанием струнных и клавишных, добавляют глубину и объём этому кладезу прекрасных песен».

## Список композиций
Слова и музыка всех песен — Гранта Макленнана и Роберта Форстера.
| №   | Название                                    | Длительность |
| --- | ------------------------------------------- | ------------ |
| 1.  | «Right Here»                                | 3:53         |
| 2.  | «You Tell Me»                               | 3:38         |
| 3.  | «Someone Else's Wife»                       | 4:10         |
| 4.  | «I Just Get Caught Out»                     | 2:16         |
| 5.  | «Cut It Out»                                | 3:58         |
| 6.  | «The House That Jack Kerouac Built»         | 4:41         |
| 7.  | «Bye Bye Pride»                             | 4:06         |
| 8.  | «Spirit of a Vampyre»                       | 3:57         |
| 9.  | «The Clarke Sisters»                        | 3:22         |
| 10. | «Hope Then Strife»                          | 4:54         |
| 11. | «Right Here» (video on 2004 expanded CD)    |              |
| 12. | «Bye Bye Pride» (video on 2004 expanded CD) |              |